# Гранитор
Гранитор — оборудование для приготовления охлажденных десертов типа «фруктовый снег», получаемый из фруктовых пюре, соков, сиропов, слабоалкогольных напитков и др. Используется на предприятиях общественного питания.
В переводе с итальянского «гранита» означает сам охлажденный коктейль.

## Конструкция и принцип действия
Гранитор состоит из корпуса, прозрачных съемных ёмкостей, установленных на корпусе. Внутри ёмкостей установлен охлаждающий элемент (металлический цилиндр), с вращающимся вокруг него пластиковым шнеком (перемешивающее устройство). Количество ёмкостей у разных моделей варьируется от 1 до 3. Вместимость ёмкостей обычно от 3 до 10 литров, в каждую из которых заливается разное сырье.
Принцип действия — жидкое сырьё, помещенное в ёмкость, начинает сначала охлаждаться, а достигнув точки фазового перехода начинает кристаллизироваться. Вращающийся шнек снимает с охлаждающего цилиндра замороженный продукт с температурой около −2 — 4 °C, что не дает образовываться большим кускам льда и одновременно слегка взбивает замороженную массу. В результате образуется снегообразная масса. Время охлаждения напитка составляет 20-25 минут, а получение самой граниты («мокрого снега») возможно за 35-40 минут.

## Фото граниторов

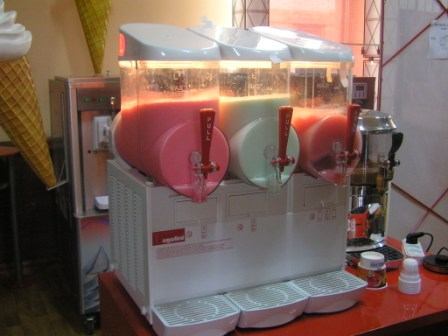
Гранитор Ugolini MT 3
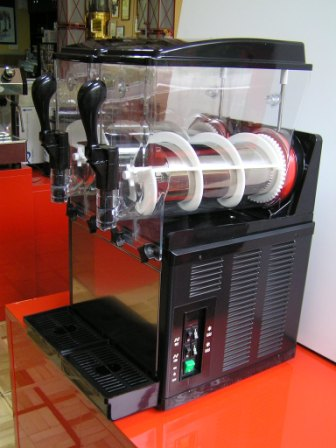
Гранитор SPM Sorby Dream
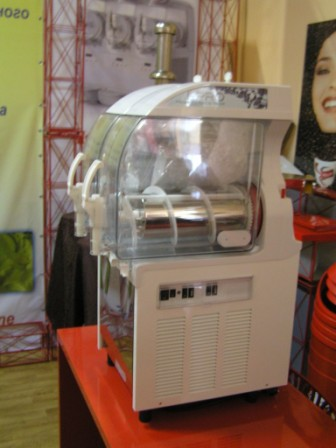
Гранитор SPM I-PRO
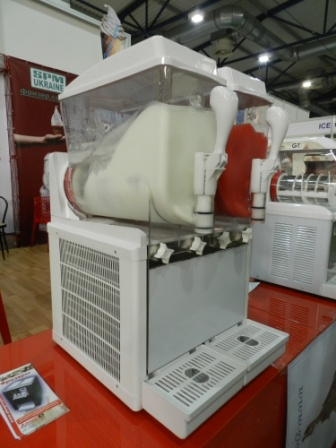
Spm sorby dream 2